# San José (El Oro)
San José ist eine Ortschaft und eine Parroquia rural („ländliches Kirchspiel“) im Kanton Atahualpa der ecuadorianischen Provinz El Oro. Die Parroquia besitzt eine Fläche von 2,2 km². Die Einwohnerzahl lag im Jahr 2010 bei 365.

## Lage
Die Parroquia San José liegt am Westrand der Cordillera Occidental im Südwesten von Ecuador. Entlang der östlichen Verwaltungsgrenze fließt der Río Calera, ein Zufluss des Río Pindo, nach Süden. Die rechten Nebenflüsse Río Bono und Quebrada de Busa begrenzen das Areal im Norden und im Süden. Der 1100 m hoch gelegene Hauptort befindet sich 4,4 km südsüdöstlich vom Kantonshauptort Paccha. Eine 1,3 km lange Straße verbindet San José mit der Ortschaft Milagro, dem Verwaltungszentrum eines vergleichbar kleinen Gebietes.
Die Parroquia San José grenzt im Norden an die Parroquia urbana Paccha, im Osten an die Parroquias Huertas und Muluncay (beide im Kanton Zaruma), im äußersten Süden an das Municipio von Piñas (Kanton Piñas), im Südwesten an die Parroquia Ayapamba sowie im Westen an die Parroquia Milagro.

## Orte und Siedlungen
Neben dem Hauptort San José gibt es in der Parroquia noch die Siedlungen La Greda, Punta Busa und Santa Elena.

## Geschichte
Die Parroquia San José wurde am 14. Juli 1987 gegründet.